# Billy Mays
William Darrell "Billy" Mays, Jr. (McKees Rocks, 20. srpnja, 1958. – Tampa, Florida, 28. lipnja 2009.), američki je glumac komičar.

## Vanjske poveznice
- Billy Mays na IMDB-u